# 埃馬埃島
埃馬埃島是太平洋島國瓦努阿圖的島嶼，屬於謝潑德群島的一部分，由謝法省負責管轄，長10公里、寬5公里，面積32平方公里，最高點海拔高度644米，島上有機場設施，人口約750。

## 外部連結
- UN Earthwatch Island site（页面存档备份，存于）
- Ethnologue page for Emae （页面存档备份，存于）